# Oneida
|  | Per a altres significats, vegeu «Oneida (desambiguació)». |

Els oneida són una nació de la Confederació Iroquesa, el qual nom prové d’o-nē-yot-de-á:gá "gent de la pedra", que deriva de la roca de granit que es trobava vora un dels seus poblats. Vivien a Nova York, i actualment encara hi viuen, però també a London (Ontario) i a la Reserva Oneida a l'Àrea Metropolitana de Green Bay.
El 1960 eren 1.070 al Canadà, 974 a Nova York i 3.612 a Wisconsin. El 1990 hi havia 5.000 al Canadà i uns 200 parlants de la seva llengua segons Asher. Segons el cens dels EUA del 2000, hi havia 15.361 a Nova York i 920 a Wisconsin, i 4.930 a la Reserva Oneida d'Ontario.

## Reclamacions territorials
El 1838 Daniel Bread (1800-1873) va ajudar a negociar un tractat per als Oneida a Wisconsin, afirmant la seva intenció de mantenir el seu espai territorial per la seva comunitat. La quantitat de terra havia estat reduïda pels USA, tal com els havia passat als indis Menominee a Stockbridge.
Cornelius Hill va succeir a Daniel Bread com a cap després de la seva mort el 1873. Durant dècades va lluitar contra la reubicació dels Oneida, així com la privatització de les terres comunes d'acord amb la Dawes Act de 1887, que ho va permetre després d'un període de confiança de 25 anys. Hill, però, tenia la seu a Wisconsin i va morir el 1907, aparentment durant el període de confiança que expiraria al voltant de 1920. Després de la mort de Hill, William Rockwell, un conservador, va dirigir els Oneida a Nova York des de 1910 fins a 1960.
Les dones activistes Oneida van impulsar les reivindicacions de terres tribals a principis del segle xx. Laura "Minnie" Cornelius Kellogg i el seu marit advocat, i Mary Cornelius Winder i la seva germana Delia Cornelius Waterman (de la nació índia d'Oneida de Nova York) van ser especialment influents a partir de 1920 en les reclamacions de terres. Les dones treballaven des de casa seva a Prattsburg, Nova York i Oneida, Wisconsin. Després de la Indian Reorganization Act de 1934, Winder i la seva germana van contactar amb els Oneida de Wisconsin, i ambdues branques americanes de la nació van impulsar conjuntament la seva reivindicació de terres. En aquell moment, els Oneida restants a Nova York no tenien terra, i estaven subjectes als Onondaga compartint la seva reserva. Van aprofitar l'aprovació de la Indian Claims Commission de 1946, per presentar reclamacions contra el govern dels EUA.

## Oneides destacats
- Minnie Kellogg
- Graham Greene (actor)
- Oskanondonha
- Roberta Hill Whiteman